# Тачак, Матеуш
Матеуш Тачак (пол. Mateusz Taciak; род. 19 июня 1984, в Курнике, ПНР) — польский профессиональный  шоссейный велогонщик, Выступал с 2009 по 2020 год за команды Mroz–Active Jet, CCC–Sprandi-Polkowice и Voster ATS Team  и участвовал в чемпионате мира UCI по шоссейным гонкам в 2014 году. Сейчас он работает спортивным директором континентальной команды UCI Voster ATS Team. 

## Достижения
2008
5-й - Тур Эльзаса — Генеральная классификация
2009
1-й - Мемориал Анджея Трохановского
3-й - Балтик — Карконоше Тур — Генеральная классификация
1-й - Этап 1
3-й - Кубок министра обороны Польши
10-й - Тур Пястовского Пути — Генеральная классификация
2010
2-й - Кубок министра обороны Польши
3-й - Tour of Małopolska — Генеральная классификация
2011
3-й - Тур озера Цинхай — Генеральная классификация
1-й - Этап 2
9-й - Дуо Норман (вместе с Лукашем Боднаром)
2012
1-й  Dookoła Mazowsza — Генеральная классификация
3-й - Тур Пястовского Пути — Генеральная классификация
2013
1-й  Тур Хайнаня— Горная классификация
3-й Чемпионат Польши — Индивидуальная гонка
3-й - Тур Пястовского Пути — Генеральная классификация
9-й - Coupe des Carpathes
2014
1-й  Тур Пястовского Пути — Генеральная классификация
3-й Чемпионат Польши — Индивидуальная гонка
2015
2-й - Тур Пястовского Пути — Генеральная классификация
2-й - Балтик — Карконоше Тур — Генеральная классификация
1-й - Этап 5 (ИГ)
2016
1-й  Балтик — Карконоше Тур — Генеральная классификация
1-й - Этап 5 (ИГ)
1-й  Tour of Małopolska — Генеральная классификация
3-й Чемпионат Польши — Индивидуальная гонка